# الحجرين (مذيخرة)

تعديل مصدري - تعديل

الحجرين محلة تابعة لقرية ذي عويد، التابعة لعزلة الاشعوب بمديرية مذيخرة إحدى مديريات محافظة إب في الجمهورية اليمنية، بلغ تعداد سكانها 207 حسب تعداد اليمن لعام 2004.